# Comté de Jackson (Iowa)
Pour les articles homonymes, voir Jackson et Comté de Jackson.
Le comté de Jackson est un comté de l'État de l'Iowa, aux États-Unis.